# Kaliwareng
Kaliwareng is een bestuurslaag in het regentschap Batang van de provincie Midden-Java, Indonesië. Kaliwareng telt 1474 inwoners (volkstelling 2010).